# Rząd Mariana Zyndrama-Kościałkowskiego
Rząd Mariana Zyndrama-Kościałkowskiego – gabinet pod kierownictwem premiera Mariana Zyndrama-Kościałkowskiego utworzony i zaprzysiężony 13 października 1935 przez prezydenta Ignacego Mościckiego po dymisji rządu Walerego Sławka. Rząd odwołany przez prezydenta 15 maja 1936.

## Rada Ministrów Mariana Zyndrama-Kościałkowskiego (1935–1936)
| Funkcja                                              | Nazwisko                     | Nazwisko                     | Czas pełnienia funkcji    | Czas pełnienia funkcji |
| Funkcja                                              | Nazwisko                     | Nazwisko                     | Od                        | Do                     |
| ---------------------------------------------------- | ---------------------------- | ---------------------------- | ------------------------- | ---------------------- |
| Prezes Rady Ministrów                                |                              | Marian Zyndram-Kościałkowski | 13 października 1935(dts) | 16 maja 1936(dts)      |
| Minister spraw zagranicznych                         | Józef Beck                   | 13 października 1935(dts)    | 16 maja 1936(dts)         |                        |
| Minister komunikacji                                 |                              | Michał Butkiewicz (PPS)      | 13 października 1935(dts) | 16 maja 1936(dts)      |
| Minister przemysłu i handlu                          |                              | Roman Górecki                | 13 października 1935(dts) | 16 maja 1936(dts)      |
| Minister opieki społecznej                           | Władysław Jaszczołt          | 13 października 1935(dts)    | 16 maja 1936(dts)         |                        |
| Minister poczt i telegrafów                          | Emil Kaliński                | 13 października 1935(dts)    | 16 maja 1936(dts)         |                        |
| Minister spraw wojskowych                            | gen. dyw. Tadeusz Kasprzycki | 13 października 1935(dts)    | 16 maja 1936(dts)         |                        |
| Minister skarbu                                      | Eugeniusz Kwiatkowski        | 13 października 1935(dts)    | 16 maja 1936(dts)         |                        |
| Minister sprawiedliwości                             | Czesław Michałowski          | 13 października 1935(dts)    | 16 maja 1936(dts)         |                        |
| Minister rolnictwa i reform rolnych                  | Juliusz Poniatowski          | 13 października 1935(dts)    | 16 maja 1936(dts)         |                        |
| Minister spraw wewnętrznych                          | Władysław Raczkiewicz        | 13 października 1935(dts)    | 16 maja 1936(dts)         |                        |
| Minister wyznań religijnych i oświecenia publicznego | Wojciech Świętosławski       | 5 grudnia 1935(dts)          | 16 maja 1936(dts)         |                        |

## W dniu zaprzysiężenia 13 października 1935
- Marian Zyndram-Kościałkowski – prezes Rady Ministrów
- Józef Beck – minister spraw zagranicznych
- Michał Butkiewicz (PPS) – minister komunikacji
- Roman Górecki – minister przemysłu i handlu
- Władysław Jaszczołt – minister opieki społecznej
- Emil Kaliński – minister poczt i telegrafów
- gen. bryg. Tadeusz Kasprzycki – minister spraw wojskowych
- Eugeniusz Kwiatkowski – minister skarbu
- Czesław Michałowski – minister sprawiedliwości
- Juliusz Poniatowski – minister rolnictwa i reform rolnych
- Władysław Raczkiewicz – minister spraw wewnętrznych
- wakat – minister wyznań religijnych i oświecenia publicznego

## Zmiany w składzie Rady Ministrów
- 5 grudnia 1935 Wojciech Świętosławski został powołany na urząd ministra wyznań religijnych i oświecenia publicznego.